# Holospira bilamellata
Holospira bilamellata är en snäckart som beskrevs av Dall 1895. Holospira bilamellata ingår i släktet Holospira och familjen Urocoptidae. Inga underarter finns listade i Catalogue of Life.

## Bildgalleri

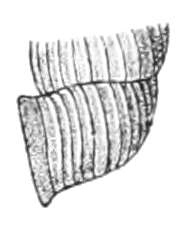
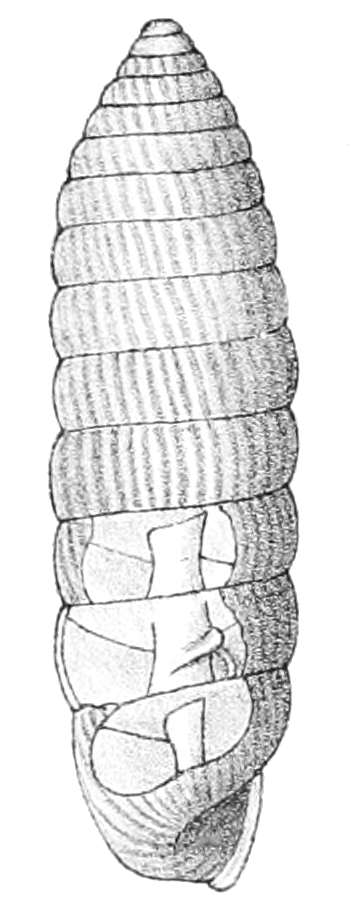